# Arbeitskreis Militär und Gesellschaft in der Frühen Neuzeit
Der 1995 gegründete Arbeitskreis Militär und Gesellschaft in der Frühen Neuzeit e. V. (AMG) erforscht die historische, wirtschaftliche, soziale und kulturelle Rolle des Militärs in der Frühen Neuzeit (ca. 1500–1800).

## Entwicklung und Ziele
Dem Verein geht es darum, die Rolle des Militärs in der Gesellschaft umfassend zu erforschen. Er möchte nicht nur einen Beitrag zur Militärgeschichte im engeren Sinn, sondern zur Geschichte der Frühen Neuzeit insgesamt liefern. Der Verein geht davon aus, dass bislang das Verhältnis von Militär und Gesellschaft zu einseitig gedeutet wurde. Die Militarisierungsthese, wie sie etwa Otto Büsch vertreten hatte, wird daher abgelehnt. Statt des bisherigen Begriffs von Militär und Gesellschaft zielt man eher auf die Frage nach dem Militär in der Gesellschaft ab. Der Verein sieht sich als Teil der seit den 1990er Jahren entstandenen „neuen Militärgeschichte“ mit einem breiten methodischen, theoretischen und thematischen Spektrum. Er gehört neben dem Arbeitskreis historische Friedensforschung und dem Arbeitskreis Militärgeschichte, mit jeweils anderen Schwerpunkten, zu den wichtigsten Zusammenschlüssen in diesem Forschungsbereich.
Der Verein ist auf dem deutschen Historikertag 1996 aus einem Arbeitskreis hervorgegangen. Die Potsdamer Militärhistoriker Ralf Pröve und Bernhard R. Kroener sind Begründer des Vereins, der aktuell rund internationale 140 Mitglieder – darunter zahlreiche namhafte Wissenschaftler – umfasst. Diese stammen aus Deutschland, Österreich, der Schweiz sowie verschiedenen europäischen und außereuropäischen Ländern. Der Verein hält alle zwei Jahre im Rahmen des Historikertages eine Mitgliederversammlung ab. In den Jahren dazwischen findet jeweils eine Tagung statt, die sich jeweils einer bestimmten Fragestellung widmet.
Der AMG gibt die gleichnamige Fachzeitschrift heraus, welche zweimal jährlich erscheint. Dort werden unter anderem einschlägige Projekte vorgestellt. Außerdem finden sich dort Aufsätze und Rezensionen. Des Weiteren gibt der Verein eine Schriftenreihe Herrschaft und soziale Systeme in der Frühen Neuzeit heraus. 2011 hat der AMG erstmals die Hannelore-Otto-Preise für herausragende Studienabschlussarbeiten (M.A., Staatsexamen, Master) im Bereich der Militärgeschichte vergeben, Preisträger waren Steffen Leins, Sune Erik Schlitte und Karsten Süß.
Bisherige Vorsitzende des AMG waren:
- 1996–2004: Bernhard R. Kroener
- 2004–2013: Ralf Pröve
- seit 2013: Marian Füssel

## Schriftenreihe
- Kroll, Stefan / Krüger, Kersten (Hrsg.): Militär und ländliche Gesellschaft in der frühen Neuzeit, Bd. 1, 2000.
- Meumann, Markus / Pröve, Ralf (Hrsg.): Herrschaft in der Frühen Neuzeit. Umrisse eines dynamisch-kommunikativen Prozesses, Bd. 2, 2004.
- Meumann, Markus / Rögge, Jörg (Hrsg.): Die besetzte "res publica". Zum Verhältnis von ziviler Obrigkeit und militärischer Herrschaft in besetzten Gebieten vom Spätmittelalter bis zum 18. Jahrhundert, Bd. 3, 2006.
- Kaiser, Michael / Kroll, Stefan (Hrsg.): Militär und Religiosität in der Frühen Neuzeit, Bd. 4, 2004.
- Nowosadtko, Jutta / Rogg, Matthias: "Mars und die Musen". Das Wechselspiel von Militär, Krieg und Kunst in der Frühen Neuzeit, Bd. 5, 2004.
- Küster, Sebastian: Vier Monarchien – Vier Öffentlichkeiten. Kommunikation um die Schlacht bei Dettingen, Bd. 6, 2004.
- Engelen, Beate: Soldatenfrauen in Preußen. Eine Strukturanalyse der Garnisonsgesellschaft im späten 17. und im 18. Jahrhundert, Bd. 7, 2005.
- Löffler, Ursula: Dörfliche Amtsträger im Staatswerdungsprozess der Frühen Neuzeit. Die Vermittlung von Herrschaft auf dem Lande im Herzogtum Magdeburg, 17. und 18. Jahrhundert, Bd. 8, 2005.
- Asche, Matthias / Herrmann, Michael / Ludwig, Ulrike / Schindling, Anton: Krieg, Militär und Migration in der Frühen Neuzeit, Bd. 9, 2008.
- Anklam, Ewa: Wissen nach Augenmaß. Militärische Beobachtung und Berichterstattung im Siebenjährigen Krieg, Bd. 10, 2008.
- Pröve, Ralf: Lebenswelten. Militärische Milieus in der Neuzeit. Gesammelte Abhandlungen, Bd. 11, 2010.
- Tischer, Anuschka: Herrscherkommunikation in Europa zwischen Souveränität und korporativem Selbstverständnis, Bd. 12, 2012.
- Meinhardt, Matthias / Meumann, Markus: Die Kapitalisierung des Krieges. Kriegsunternehmer in Spätmittelalter und Früher Neuzeit, Bd. 13, 2021.